# 古罗
古罗（義大利語：Gurro），是意大利韦尔巴诺-库西亚-奥索拉省的一个市镇。总面积13平方公里，人口265人，人口密度20.4人/平方公里（2009年）。ISTAT代码为103036。